# Särskilda pris
Särskilda pris – szwedzka nagroda literacka przyznawana przez szwedzkie Towarzystwo Dziewięciu, ufundowane testamentem szwedzkiej pisarki Lotten von Kræmer.

## Nagroda
Nagroda została przyznana po raz pierwszy w 1983 roku. Nie jest przyznawana corocznie.
Wysokość nagrody wynosi od 10 000 do 200 000 koron szwedzkich.

## Laureaci
Od 1983 Towarzystwo ogłosiło następujących laureatów:
- 1983 – Kristina Lugn (z okazji 70 rocznicy powstania Tomarzystwa, 10 000 koron szwedzkich)[2]
- 1992 – Ann Margret Dahlquist-Ljungberg(inne języki) (50 000 koron szwedzkich), Rut Hillarp(inne języki) (10 000 koron szwedzkich)[2]
- 1993 – Staffan Björck(inne języki) (25 000 koron szwedzkich)[2]
- 1994 – Giacomo Oreglia(inne języki) (25 000 koron szwedzkich)[2]
- 1996 – Solveig von Schoultz (80 000 koron szwedzkich)[2]
- 1997 – Ruth Halldén(inne języki) (särskilt kritikerpris, 100 000 koron szwedzkich), Örjan Roth-Lindberg(inne języki) (50 000 koron szwedzkich)[2]
- 1998 – Per Holmer(inne języki) (40 000 koron szwedzkich), Anna-Karin Palm(inne języki) (40 000 koron szwedzkich)[2]
- 1999 – Ulla Isaksson(inne języki) (100 000 koron szwedzkich), Lars Bergquist(inne języki) (50 000 koron szwedzkich), Urban Torhamn(inne języki) (40 000 koron szwedzkich), Monica Lauritzen(inne języki) (25 000 koron szwedzkich), Kerstin M. Lundberg(inne języki) (25 000 koron szwedzkich)[2]
- 2000 – Karl-Gustaf Hildebrand(inne języki) (40 000 koron szwedzkich), Lars-Helge Tunving(inne języki) (40 000 koron szwedzkich)[2]
- 2001 – Ulla Olin-Nilson(inne języki) (80 000 koron szwedzkich), Ragnar Thoursie(inne języki) (60 000 koron szwedzkich), Carl-Henning Wijkmark(inne języki) (50 000 koron szwedzkich)[2]
- 2002 – Erland Josephson (50 000 koron szwedzkich)[2]
- 2003 – Lars Ardelius(inne języki) (40 000 koron szwedzkich)[2]
- 2004 – Johan Cullberg(inne języki) (50 000 koron szwedzkich), Ulrika Knutson(inne języki) (50 000 koron szwedzkich), Gun Ekroth(inne języki) (30 000 koron szwedzkich), Jöran Mjöberg(inne języki) (30 000 koron szwedzkich)[2]
- 2005 – Gunnar Broberg(inne języki) (50 000 koron szwedzkich), Merete Mazzarella(inne języki) (50 000 koron szwedzkich), Stig Strömholm(inne języki) (50 000 koron szwedzkich), Thomas von Vegesack(inne języki) (50 000 koron szwedzkich)[2]
- 2006 – Birgit Munkhammar(inne języki) (75 000 koron szwedzkich), Gunnar Balgård(inne języki) (75 000 koron szwedzkich), Anita Goldman(inne języki) (75 000 koron szwedzkich), Staffan Bergsten(inne języki) (75 000 koron szwedzkich), Inger Alfvén (75 000 koron szwedzkich), Britt Edwall(inne języki) (50 000 koron szwedzkich), Bo Grandien(inne języki) (50 000 koron szwedzkich)[2]
- 2007 – Stig Claesson (100 000 koron szwedzkich), Ann Smith(inne języki) (75 000 koron szwedzkich), Åke Lundqvist(inne języki) (75 000 koron szwedzkich)[2]
- 2008 – Christer Eriksson(inne języki) (100 000 koron szwedzkich), Stig Larsson (125 000 koron szwedzkich), Ingmar Lemhagen(inne języki) (50 000 koron szwedzkich)[2]
- 2009 – Ingrid Arvidsson(inne języki) (100 000 koron szwedzkich), Per Agne Erkelius(inne języki) (100 000 koron szwedzkich), Ola Sigurdsson (75 000 koron szwedzkich), Maja Hagerman(inne języki) (75 000 koron szwedzkich)[2]
- 2010 – Jan Henrik Swahn (100 000 koron szwedzkich), Jens Nordenhök(inne języki) (100 000 koron szwedzkich), Gunnar Wetterberg(inne języki) (100 000 koron szwedzkich), Eva Strömberg Krantz(inne języki) (100 000 koron szwedzkich), Bengt Kristensson-Uggla(inne języki) (50 000 koron szwedzkich)[2]
- 2011 – Augustin Mannerheim(inne języki) (50 000 koron szwedzkich), Thure Stenström(inne języki) (200 000 koron szwedzkich), Stig Strömholm(inne języki) (200 000 koron szwedzkich), Barbro Hedvall(inne języki) (100 000 koron szwedzkich), Olle Granath(inne języki) (100 000 koron szwedzkich), Leif Zern(inne języki) (100 000 koron szwedzkich), Per Arne Tjäder(inne języki) (50 000 koron szwedzkich), Sören Bondeson(inne języki) (30 000 koron szwedzkich), Pamela Jaskoviak(inne języki) (30 000 koron szwedzkich), Amanda Svensson(inne języki) (30 000 koron szwedzkich)[2]
- 2012 – Jonas Ellerström(inne języki) (100 000 koron szwedzkich), Maciej Zaremba (100 000 koron szwedzkich)
- 2014 – Eva Ström(inne języki) (150 000 koron szwedzkich), Bodil Malmsten (150 000 koron szwedzkich), Magnus Hedlund(inne języki) (150 000 koron szwedzkich), Jonas Modig(inne języki) (100 000 koron szwedzkich)[3]
- 2015 – Björn Berglund(inne języki) (100 000 koron szwedzkich), Lars Ahlbom (75 000 koron szwedzkich)[3]
- 2016 – Johan Beck-Friis (50 000 koron szwedzkich), Maria Küchen(inne języki) (100 000 koron szwedzkich)[3]
- 2017 – Lotta Lotass (200 000 koron szwedzkich), Claes Andersson (125 000 koron szwedzkich), Anders Hallengren(inne języki) (100 000 koron szwedzkich), Clemens Altgård(inne języki) (100 000 koron szwedzkich)[3]
- 2018 – Björner Torsson(inne języki) (125 000 koron szwedzkich), Lina Ekdahl(inne języki) (100 000 koron szwedzkich), Eric Fylkeson(inne języki) (100 000 koron szwedzkich), Börje Lindström(inne języki) (100 000 koron szwedzkich)[3]
- 2019 – Göran Bergengren(inne języki) (150 000 koron szwedzkich), Gunnar Balgård(inne języki) (100 000 koron szwedzkich), Emma Eldelin (100 000 koron szwedzkich), Fredrik Hertzberg(inne języki) (100 000 koron szwedzkich) i Tuva Korsström(inne języki) (100 000 koron szwedzkich)[3]
- 2020 – Dick Claésson(inne języki) (100 000 koron szwedzkich)[3]
- 2021 – Kjell Johansson(inne języki) (200 000 koron szwedzkich)[4]
- 2022 – Nils-Åke Hasselmark(inne języki) i Jan Olov Ullén(inne języki) (100 000 koron szwedzkich)[4]